# Кішки каліко

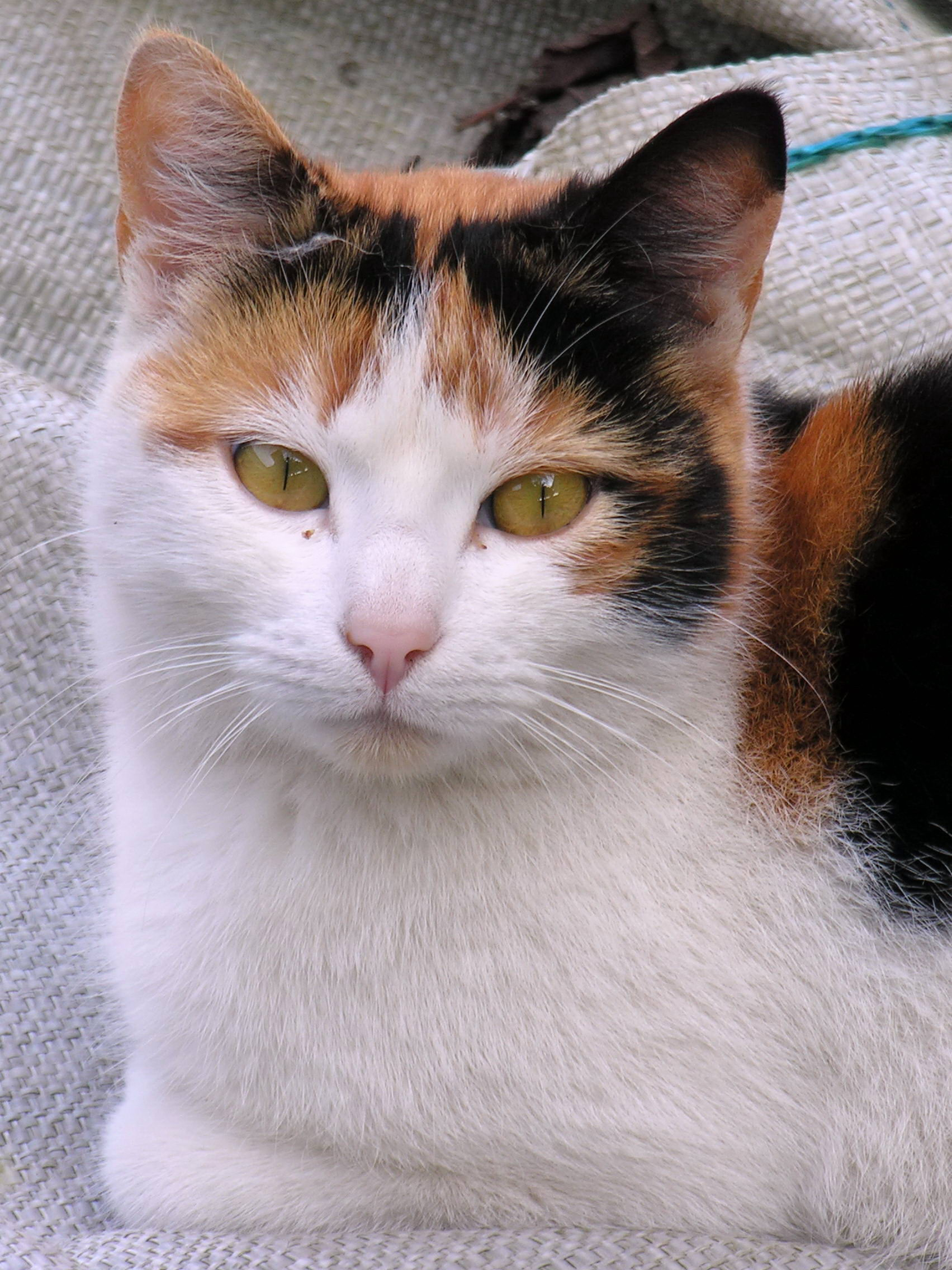
Типове каліко

Каліко (англ. calico) — це масть кішок, коли на білому хутрі переважають плями двох кольорів. Фактично кішка має три кольори. Найпопулярніший приклад — білий, чорний та руде таббі. За межами США цю масть частіше називають черепахово-білим. По іншому їх називають: chatte d'Espagne (з французької 'кішка з Іспанії'), триколірна кішка, мі-кей (з японської 'потрійне хутро').
Часто каліко поєднується з таббі. Тоді така масть називається калібі (англ. caliby). Каліко не є породою, а лише мастю. У таких породах, як менкс, американська короткошерста, британська короткошерста, перська, японський бобтейл, екзотична короткошерста та турецький ван, ця масть зустрічається дуже часто і вважається офіційною.
Оскільки деякі масті зберігаються в х-хромосомах, котів каліко майже не буває (див. Інактивація X-хромосоми). Самці, народжені із цією мастю, зазвичай або безплідні, або мають дуже ослаблене здоров'я. Тому така масть переважає у самок.
Вважається, що кішка каліко приносить удачу. Наприклад, японський манекі-неко майже завжди має масть каліко.

## Приклади забарвлення каліко

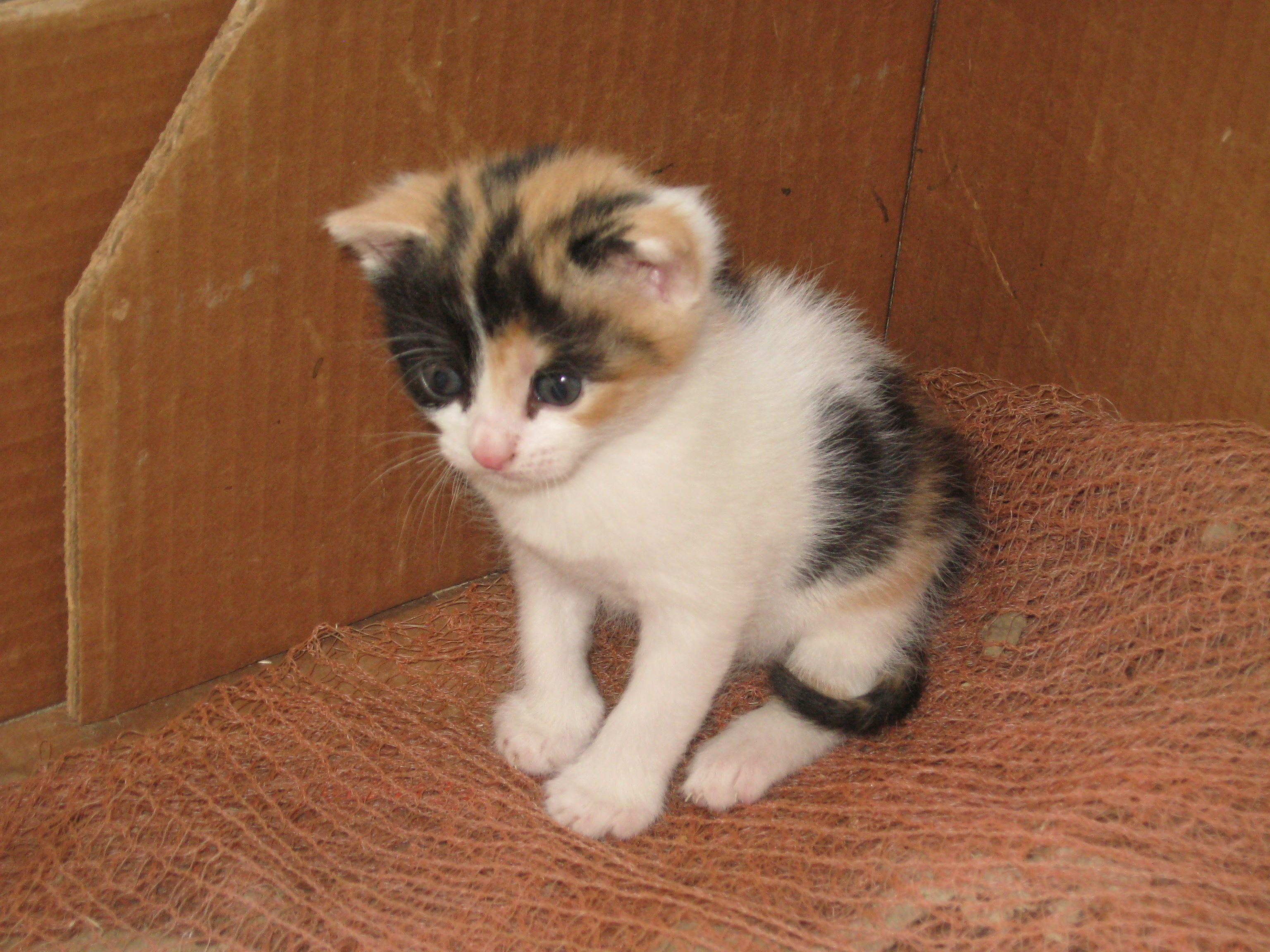
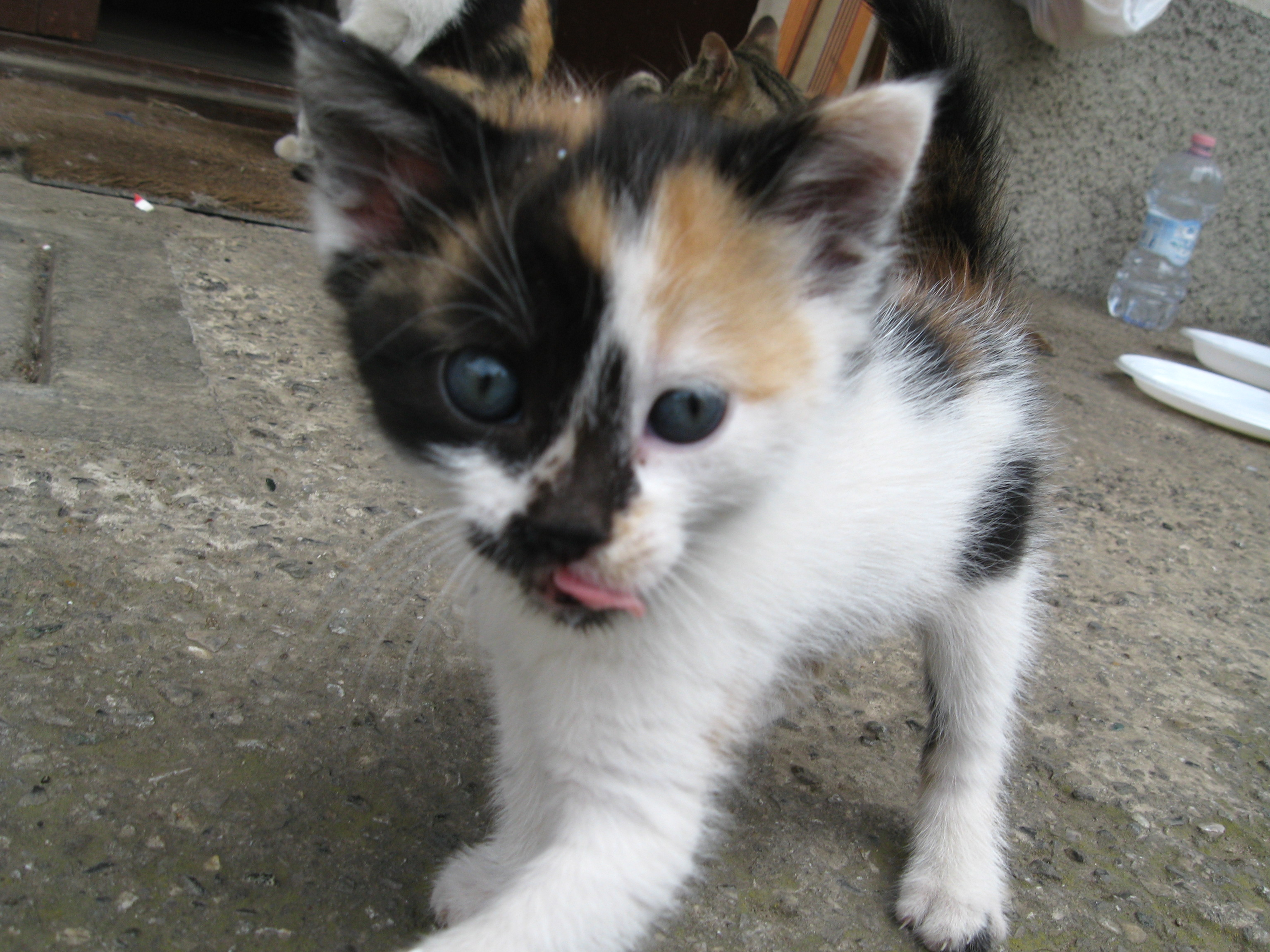
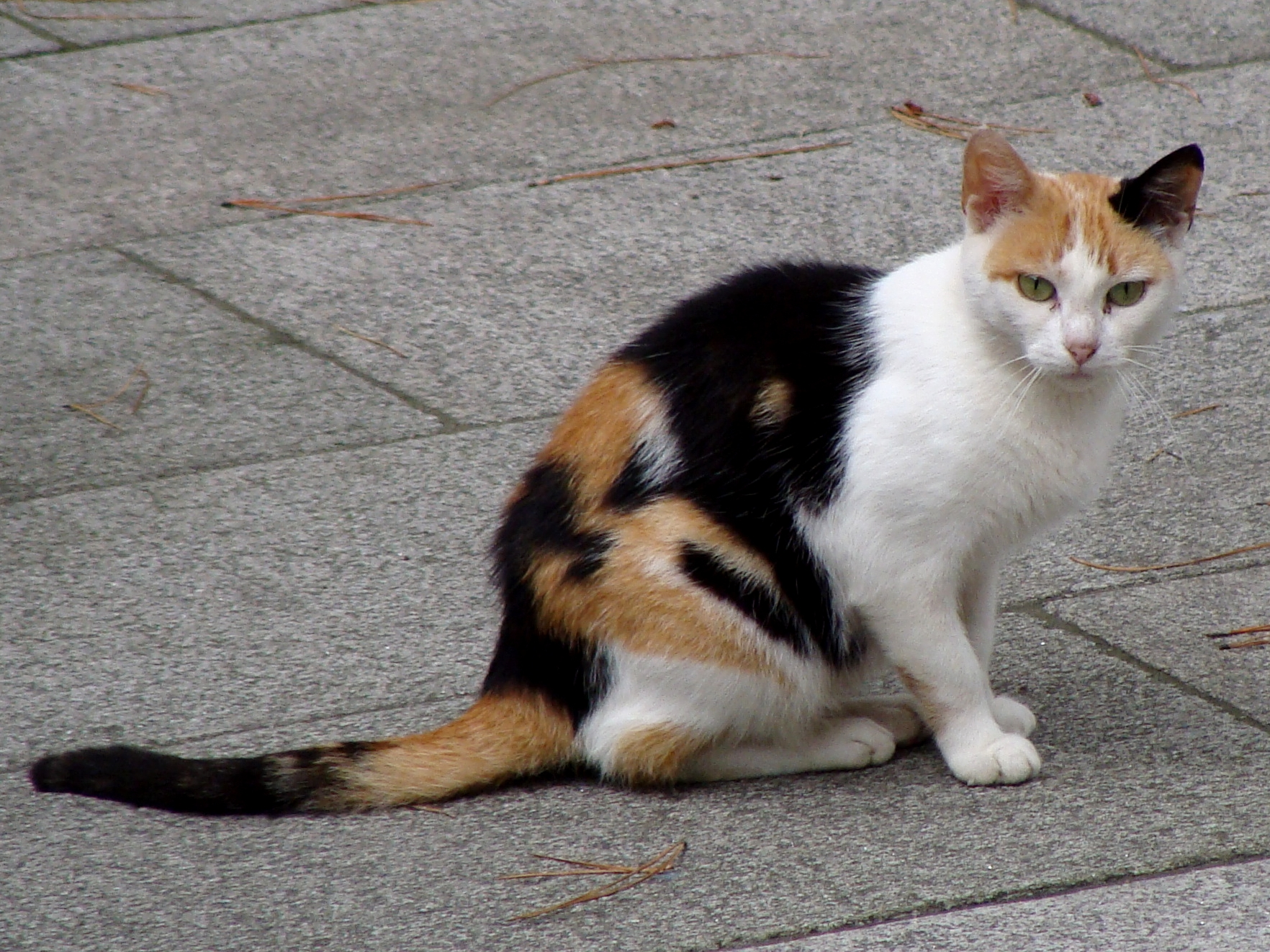
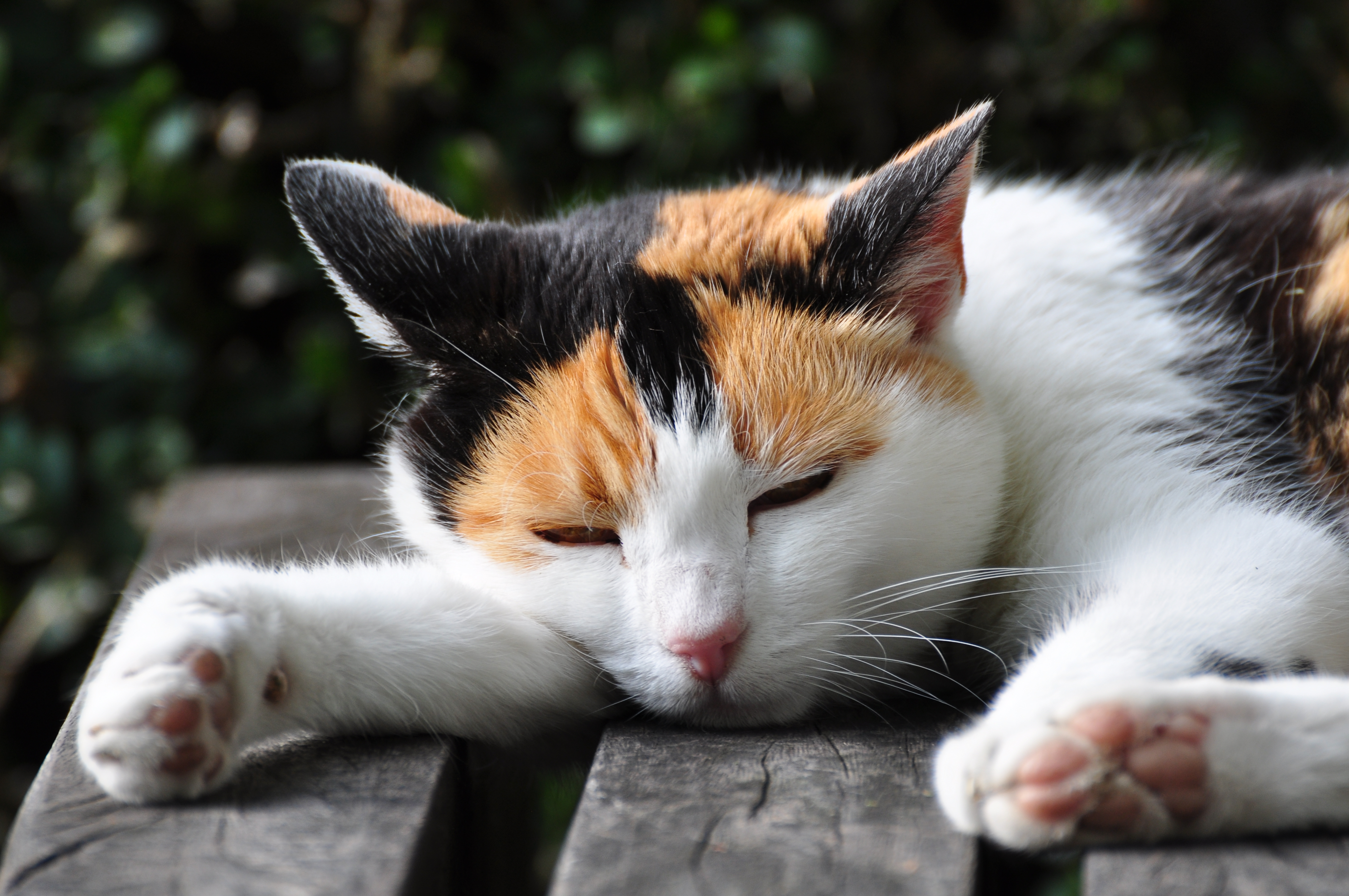
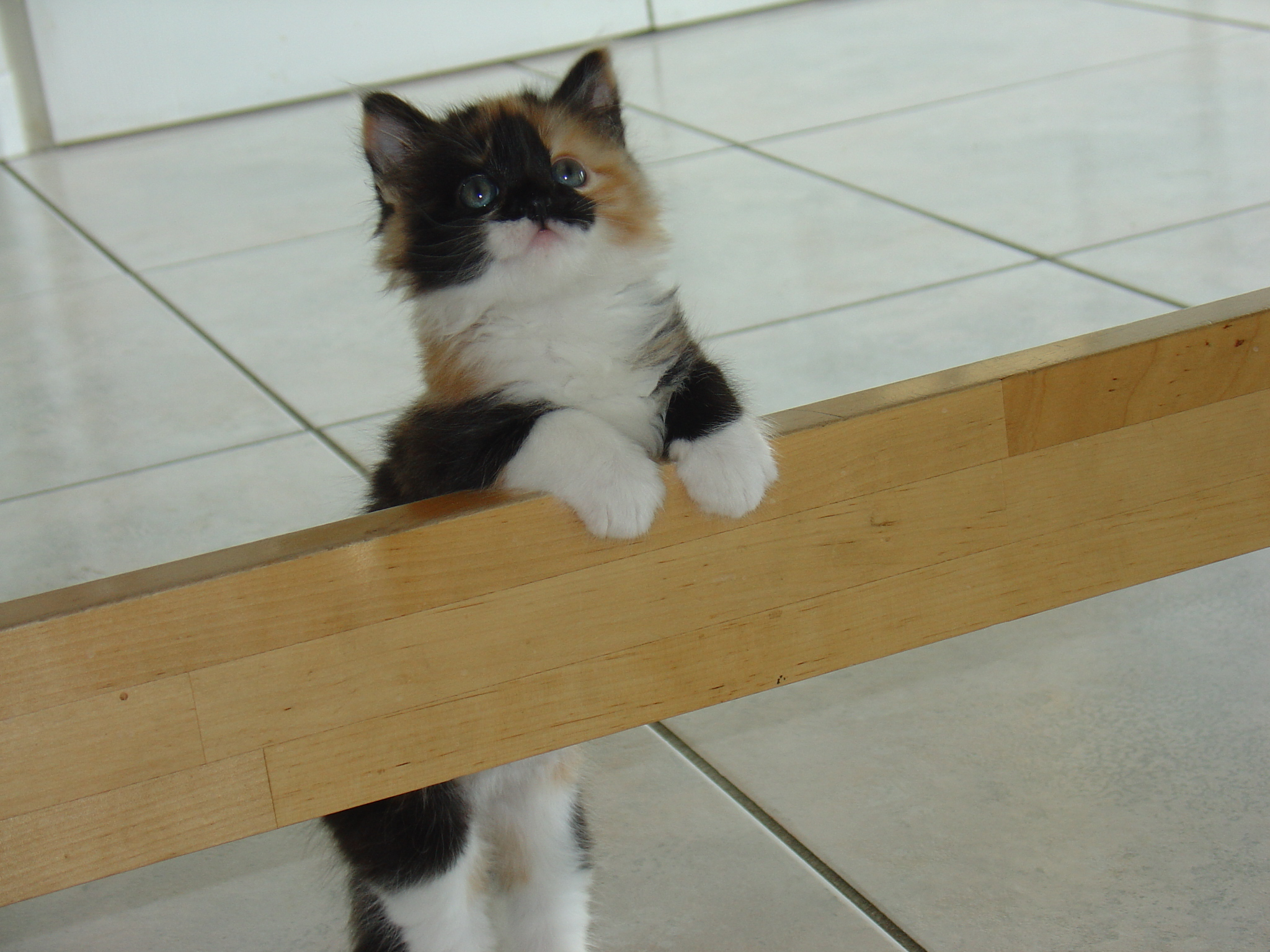
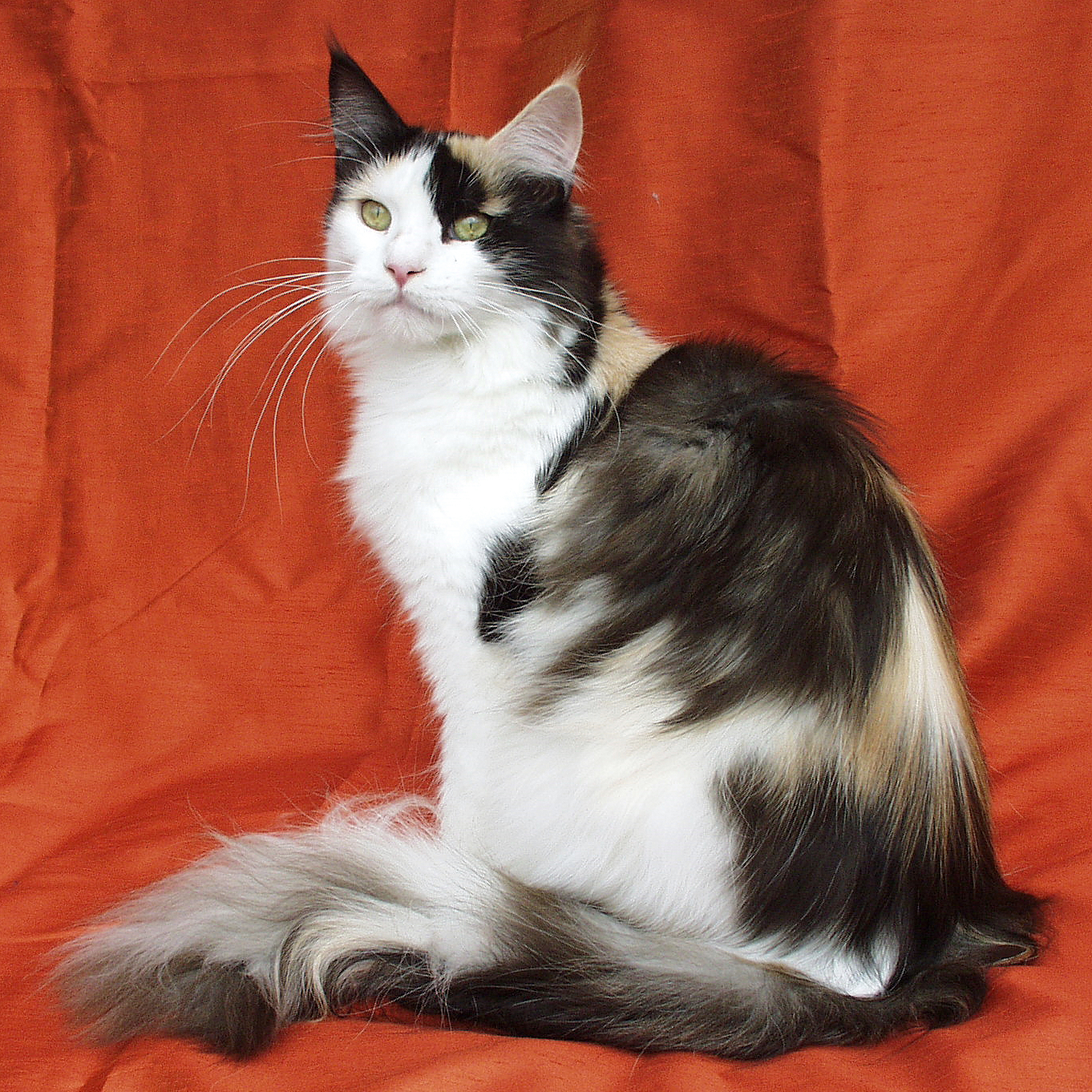
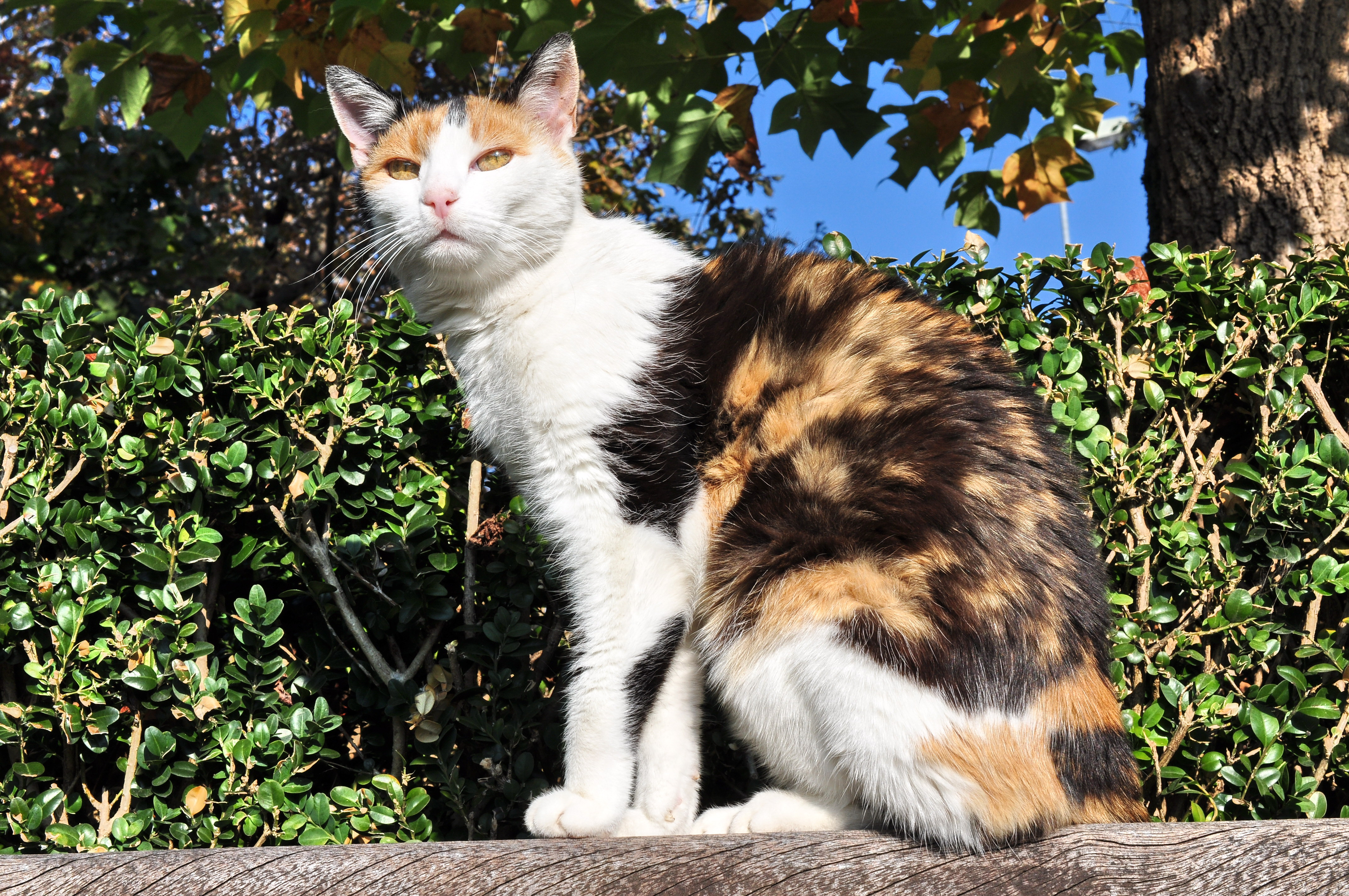
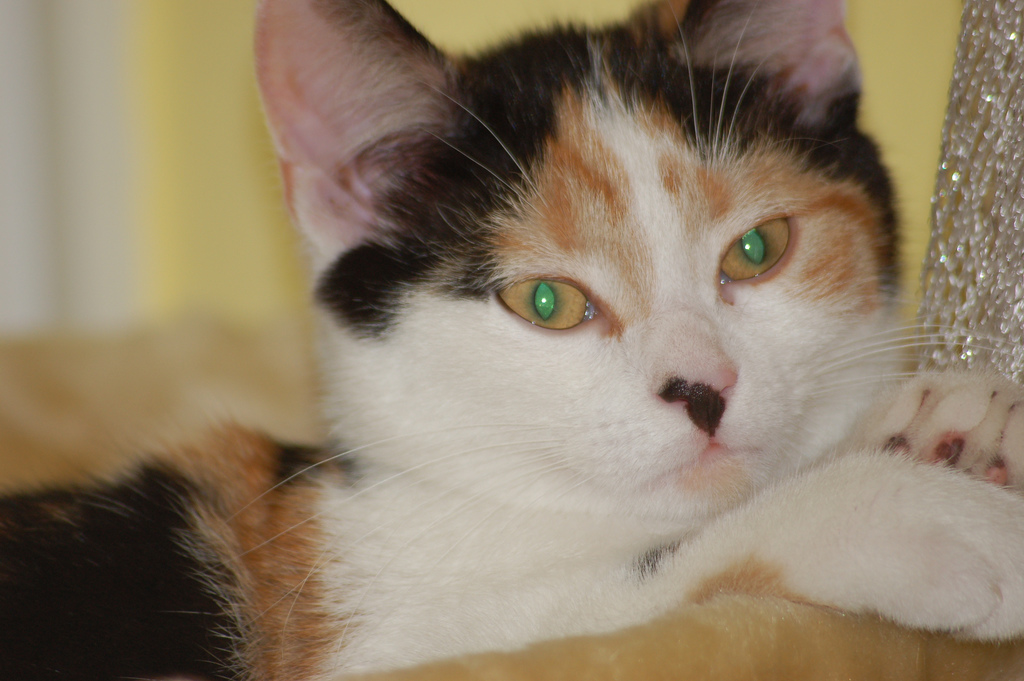
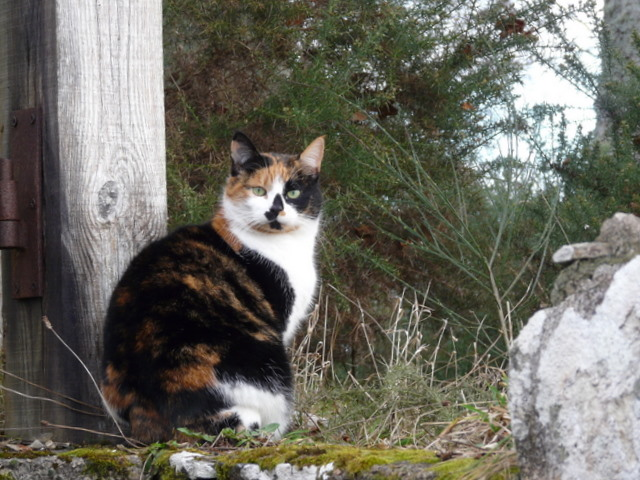
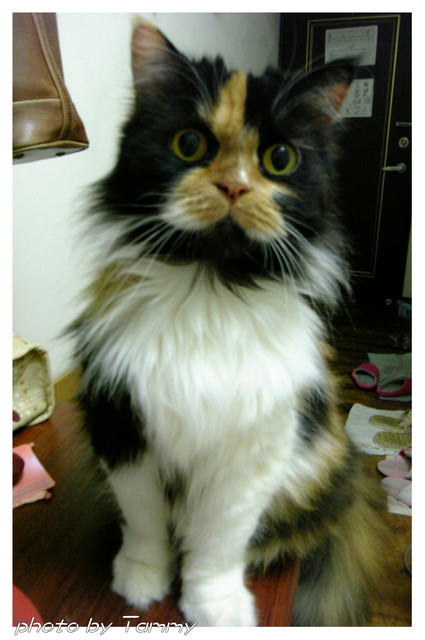